# Тіло (фільм, 2015, Польща)
«Тіло» (пол. «Ciało») — польський драматичний фільм 2015 року режисера Малгожати Шумовської. Світова прем'єра стрічки відбулась 9 лютого 2015 року в головному конкурсі Берлінського кінофестивалю, де вона отримала «Срібного ведмедя» за найкращу режисуру. Також фільм був показаний на Одеському міжнародному кінофестивалі.

## У ролях
- Януш Гайос — адвокат
- Мая Осташевська — Анна
- Юстина Сувала — Ольга, донька адвоката

## Визнання
| Нагороди та номінації фільму «Тіло» | Нагороди та номінації фільму «Тіло» | Нагороди та номінації фільму «Тіло»  | Нагороди та номінації фільму «Тіло»             | Нагороди та номінації фільму «Тіло» | Нагороди та номінації фільму «Тіло» |
| Рік                                 | Кінопремія / Кінофестиваль          | Категорія / Нагорода                 | Номінант                                        | Результат                           |                                     |
| ----------------------------------- | ----------------------------------- | ------------------------------------ | ----------------------------------------------- | ----------------------------------- | ----------------------------------- |
| 2015                                | Берлінський кінофестиваль           | «Золотий ведмідь» за найкращий фільм | «Тіло»                                          | Номінація                           |                                     |
| 2015                                | Берлінський кінофестиваль           | Срібний ведмідь за найкращу режисуру | Малгожата Шумовська                             | Перемога                            |                                     |
| 2015                                | Чиказький міжнародний кінофестиваль | «Золотий Ґ'юго» за найкращий фільм   | «Тіло»                                          | Номінація                           |                                     |
| 2015                                | Кінофестиваль у Гдині               | «Золотий лев» за найкращий фільм     | «Тіло»                                          | Перемога                            |                                     |
| 2015                                | Кінофестиваль у Гдині               | Найкращий актор                      | Януш Гайос                                      | Перемога                            |                                     |
| 2015                                | Кінофестиваль у Гдині               | Найкращий дебют актора               | Юстина Сувала                                   | Перемога                            |                                     |
| 2015                                | Кінофестиваль у Гдині               | Найкращий звук                       | Кацпер Габізяк, Марцін Яхира, Марцін Касинський | Перемога                            |                                     |
| 2015                                | Wiesbaden goEast                    | Нагорода SKODA                       | «Тіло»                                          | Номінація                           |                                     |